# Licenciado Gabriel Ramos Millán
Licenciado Gabriel Ramos Millán är en ort i Mexiko.   Den ligger i kommunen Hidalgotitlán och delstaten Veracruz, i den sydöstra delen av landet, 500 km öster om huvudstaden Mexico City. Licenciado Gabriel Ramos Millán ligger 16 meter över havet och antalet invånare är 578.
Terrängen runt Licenciado Gabriel Ramos Millán är platt. Runt Licenciado Gabriel Ramos Millán är det ganska glesbefolkat, med 29 invånare per kvadratkilometer. Närmaste större samhälle är Venustiano Carranza, 5,0 km norr om Licenciado Gabriel Ramos Millán. Trakten runt Licenciado Gabriel Ramos Millán består till största delen av jordbruksmark.